# Anosia haruhasa
Anosia haruhasa är en fjärilsart som beskrevs av William Doherty 1891. Anosia haruhasa ingår i släktet Anosia och familjen praktfjärilar. Inga underarter finns listade i Catalogue of Life.